# Juraj Novotný
Juraj Novotný (3. září 1950 – 28. října 2018) byl slovenský fotbalista, záložník.

## Fotbalová kariéra
V československé lize hrál za Slovan Bratislava. Nastoupil ve 159 ligových utkáních a dal 32 gólů. Se Slovanem získal dva tituly mistra (1974 a 1975) a vyhrál s ním Československý pohár (1974). Hrál za Slovan i v PMEZ proti Derby County FC a RSC Anderlecht, nastoupil ve 4 utkáních a dal 1 gól. V Poháru UEFA nastoupil také ve 4 utkáních a dal 1 gól. V dorostenecké reprezentaci nastoupil v 9 utkáních a dal 1 gól.

## Ligová bilance
| Ročník                                     | Zápasy | Góly | Klub                  |
| ------------------------------------------ | ------ | ---- | --------------------- |
| 1. československá fotbalová liga 1970/1971 | 10     | 0    | Slovan Bratislava     |
| 2. československá fotbalová liga 1971/1972 | -      | -    | Dukla Banská Bystrica |
| 2. československá fotbalová liga 1972/1973 | -      | -    | Dukla Banská Bystrica |
| 1. československá fotbalová liga 1973/1974 | 28     | 2    | Slovan Bratislava     |
| 1. československá fotbalová liga 1974/1975 | 23     | 8    | Slovan Bratislava     |
| 1. československá fotbalová liga 1975/1976 | 25     | 3    | Slovan Bratislava     |
| 1. československá fotbalová liga 1976/1977 | 30     | 11   | Slovan Bratislava     |
| 1. československá fotbalová liga 1977/1978 | 28     | 7    | Slovan Bratislava     |
| 1. československá fotbalová liga 1978/1979 | 16     | 1    | Slovan Bratislava     |
| CELKEM 1. liga                             | 159    | 32   |                       |